# Баршатлы, Валех Эюб оглы
Валех Эюб оглы Баршатлы (азерб. Valeh Eyyub oğlu Bərşadlı; 6 июля 1927, Эйвазлы — 15 мая 1999, Баку) — первый министр обороны Азербайджана, со времени восстановления его независимости в 1991 году. Генерал-лейтенант (1980), участник Первой карабахской войны.

## Ранняя биография
Валех Баршатлы родился 6 июля 1927 года в азербайджанском селении Кубатлы. Окончил военное училище, Военную академию бронетанковых войск СССР, Военную академию Генерального штаба Вооружённых сил СССР и стал самым молодым советским военнослужащим азербайджанского происхождения, получившим звание генерала.

## Военная карьера

### Вооружённые силы СССР
Окончил Киевское Краснознаменное объединенное училище самоходной артиллерии имени М.В. Фрунзе. Служил в Воздушно-десантных войсках. В 1956 году окончил Военную академию бронетанковых войск имени И. В. Сталина. Служил командиром танкового батальона и танкового полка. В 1969 году окончил Военную академию Генерального штаба Вооружённых сил СССР. Служил командиром танковой дивизии в Одесском военном округе. В 1973 году был назначен первым заместителем командующего армией — начальником штаба 3-й общевойсковой армии в Группе советских войск в Германии.
С сентября 1977 по 1987 год — начальник Бакинского высшего общевойскового командного училища имени Верховного Совета Азербайджанской ССР. Звание генерал-лейтенанта присвоено 7 мая 1980 года. В 1987 году вышел в запас по болезни и достижения предельного возраста.
В том же году В. Баршатлы был назначен директором спецшколы имени Джамшида Нахичеванского, сформированной ещё в 1971 году по инициативе первого секретаря ЦК КП Азербайджана Гейдара Алиева на базе 8-летней школы-интерната № 2 в городе Баку, в целях увеличения числа профессиональных азербайджанских офицеров. Оно должно было вырасти по его задумке на 50 %. Руководил военным лицеем до 1991 года.

### Азербайджанская Республика
Валех Баршатлы сыграл значительную роль в подготовке азербайджанских офицеров в Советском Азербайджане равно как и в восстановлении Вооружённых сил Азербайджана. Указ о создании министерства обороны Азербайджана был подписан 5 сентября 1991 года. Баршатлы, опытный генерал, должен был возглавить его. В первые дни министерство состояло из четырёх человек: генерал-лейтенанта Валеха Баршатлы, генерал-майора Арифа Салахова, полковников Тельмана Мехтиева и Заура Рзаева. 9 октября 1991 года Верховный Совет Азербайджана принял законопроект о «создании сил самообороны» для ускорения этого процесса. Первое подразделение новой армии было сформировано на базе мотострелковой воинской части (в/ч 18110) 4-й армии СССР, располагавшейся в Шихово, к югу от Баку. В момент создания министерства, у каждого офицера был лишь один пистолет. В целом Баршатлы выступал за создание профессиональной армии на контрактной основе. Он предложил организовать бригады численностью по 16 000 человек с нумерацией и присвоением каждой из них знамени. Кроме того, он высказался за создание дополнительных рейдовых танковых бригад. Однако это предложение было отклонено Верховным Советом, и было принято решение о создании армии на основе воинской повинности. Первые две бригады были сформированы из числа призывников и добровольцев.
Понимая важность коммуникации с международным сообществом, в ноябре 1991 года Баршатлы предпринял попытку создать пресс-службу министерства обороны для эффективной связи с прессой и назначил Рамиза Меликова руководить её отделом. Во времена дезорганизации Баршатлы даже был сторонником создания партизанских отрядов для борьбы с противником, но не преуспел в этом начинании.
11 декабря 1991 года Баршатлы был заменён на своём посту Таджеддином Мехтиевым и назначен заместителем министра обороны и начальником Генерального штаба Вооружённых сил Азербайджана. За время его пребывания на должности начальника Генштаба азербайджанская армия добилась военных успехов на карабахском фронте. Баршатлы также предотвратил уничтожение боеприпасов, когда последние части Советской армии выводилась из Азербайджана в 1992 году. 4 сентября 1992 года указом президента Абульфаза Эльчибея он был освобождён от обязанностей заместителя министра обороны и начальника Генерального штаба. По некоторым утверждениям Баршатлы ушёл в отставку под давлением Народного фронта Азербайджана. В последующие годы он работал директором спецшколы имени Джамшида Нахичеванского, вновь занимал должности заместителя министра обороны и начальника Генштаба при Гейдаре Алиеве, но затем ушёл в отставку. В 1993—1999 годах — начальник Военного лицея имени Джамшида Нахичеванского, где проработал до конца своей жизни.

## Смерть
Валех Баршатлы умер 15 мая 1999 года. Похоронен с воинскими почестями на Аллее почётного захоронения в Баку.
6 июля 2007 года правительство Азербайджана отметило 80-летие Валеха Баршатлы.